# Кана (Вірджинія)
Кана (англ. Cana) — переписна місцевість (CDP) в США, в окрузі Керролл штату Вірджинія. Населення — 1243 особи (2020).

## Географія
Кана розташована за координатами 36°34′50″ пн. ш. 80°40′4″ зх. д. / 36.58056° пн. ш. 80.66778° зх. д. (36.580614, -80.667889).  За даними Бюро перепису населення США в 2010 році переписна місцевість мала площу 20,55 км², з яких 20,51 км² — суходіл та 0,04 км² — водойми.

## Демографія
Згідно з переписом 2010 року, у переписній місцевості мешкали 1254 особи в 556 домогосподарствах у складі 375 родин. Густота населення становила 61 особа/км².  Було 624 помешкання (30/км²).
Расовий склад населення:
| - 96,3 % — білих - 0,6 % — чорних або афроамериканців - 0,1 % — вихідців з тихоокеанських островів - 0,1 % — корінних американців - 2,0 % — осіб інших рас |

До двох чи більше рас належало 1,0 %. Частка іспаномовних становила 2,7 % від усіх жителів.
За віковим діапазоном населення розподілялося таким чином: 20,7 % — особи молодші 18 років, 60,6 % — особи у віці 18—64 років, 18,7 % — особи у віці 65 років та старші. Медіана віку мешканця становила 42,7 року. На 100 осіб жіночої статі у переписній місцевості припадало 93,2 чоловіків;  на 100 жінок у віці від 18 років та старших — 90,4 чоловіків також старших 18 років.
Середній дохід на одне домашнє господарство  становив 48 458 доларів США (медіана — 35 648), а середній дохід на одну сім'ю — 50 953 долари (медіана — 48 355). Медіана доходів становила 29 158 доларів для чоловіків та 25 179 доларів для жінок. За межею бідності перебувало 21,8 % осіб, у тому числі 32,8 % дітей у віці до 18 років та 6,8 % осіб у віці 65 років та старших.
Цивільне працевлаштоване населення становило 608 осіб. Основні галузі зайнятості: освіта, охорона здоров'я та соціальна допомога — 38,7 %, мистецтво, розваги та відпочинок — 12,5 %, виробництво — 12,0 %.